# Патрик (округ)
Округ Патрик (англ. Patrick County) — округ в США, в штате Виргиния. По  на 2010 год численность населения составляла 18 490 человек. Получил своё название в честь американского государственного деятеля Патрикa Генри.
В округе родился один из самых известных американских кавалерийских генералов Джеб Стюарт.

## География
По данным Бюро переписи США, общая площадь округа равняется 1259 км², из которых 1251 км² — суша и 7 км² (или 0,6 % территории) — водоёмы.

### Соседние округа
- Карролл (Виргиния) — запад
- Флойд (Виргиния) — северо-запад
- Франклин (Виргиния) — северо-восток
- Генри (Виргиния) — восток
- Стокс (Северная Каролина) — юг
- Сарри (Северная Каролина) — юго-запад

## Демография
По данным переписи населения 2000 года в округе проживает 19 407 жителей в составе 8141 домашних хозяйств и 5812 семей. Плотность населения составляет 16 человек на км². На территории округа насчитывается 9 823 жилых строений, при плотности застройки 8 строений на км². Расовый состав населения: белые — 91,75 %, афроамериканцы — 6,20 %, коренные американцы (индейцы) — 0,21 %, азиаты — 0,16 %, гавайцы — 0,04 %, представители других рас — 0,14 %, представители двух или более рас — 0,71 %. Испаноязычные составляли 1,87 % населения.
В составе 28,50 % из общего числа домашних хозяйств проживают дети в возрасте до 18 лет, 58,90 % домашних хозяйств представляют собой супружеские пары проживающие вместе, 8,60 % домашних хозяйств представляют собой одиноких женщин без супруга, 28,60 % домашних хозяйств не имеют отношения к семьям, 25,80 % домашних хозяйств состоят из одного человека, 11,40 % домашних хозяйств состоят из престарелых (65 лет и старше), проживающих в одиночестве. Средний размер домашнего хозяйства составляет 2,36 человека, и средний размер семьи 2,81 человека.
Возрастной состав округа: 21,70 % — моложе 18 лет, 7,10 % — от 18 до 24, 28,00 % — от 25 до 44, 26,70 % — от 45 до 64 и 16,50 % — от 65 и старше. Средний возраст жителя округа 40 лет. На каждые 100 женщин приходится 96,90 мужчин. На каждые 100 женщин старше 18 лет приходится 94,90 мужчин.
Средний доход на домохозяйство в округе составлял 28 705 USD, на семью — 36 232 USD. Среднестатистический заработок мужчины был 25 391 USD против 18 711 USD для женщины. Доход на душу населения составлял 15 574 USD. Около 9,60 % семей и 13,40 % общего населения находились ниже черты бедности, в том числе — 15,40 % молодёжи (тех кому ещё не исполнилось 18 лет) и 18,00 % тех кому было уже больше 65 лет.